# Dieter Teichert
Dieter Teichert (* 1958) ist ein deutscher Philosoph und Professor in Konstanz und Luzern mit den Arbeitsschwerpunkten Ästhetik, Kulturphilosophie, Philosophie des Geistes, Theorie der Geisteswissenschaften.

## Leben
Dieter Teichert studierte von 1978 bis 1986 Philosophie, Literaturwissenschaft und Linguistik an Universitäten in Tübingen, Paris und Konstanz. 1990 promovierte er an der Universität Konstanz in Philosophie und 1997 wurde er dort habilitiert. Seit 2004 ist er außerplanmäßiger Professor an der Universität Konstanz. Von 2008 bis 2020 war er ständiger Gastprofessor an der Universität Luzern.

## Forschung und Lehre
Teichert forscht insbesondere zur philosophischen Hermeneutik, zur Philosophie des Geistes, der Geschichte der Philosophie, im Bereich der Ethik und Ästhetik. Er lehrt Klassische Texte der Philosophie, Philosophische Hermeneutik, die Philosophie des Geistes und die Geschichte der Philosophie sowie Ethik und Ästhetik.

## Veröffentlichungen
Vollständige Bibliographie:
- Erfahrung, Erinnerung, Erkenntnis. Untersuchungen zum Wahrheitsbegriff der Hermeneutik Gadamers. Metzler, Stuttgart 1991, ISBN 3-476-00744-8.
- Immanuel Kant „Kritik der Urteilskraft“. Ein einführender Kommentar. Schöning (UTB), Paderborn 1992, ISBN 3-8252-1716-7.
- Personen und Identitäten. De Gruyter Verlag, Berlin 1999, ISBN 3-11-016405-1.
- Einführung in die Philosophie des Geistes. Wissenschaftliche Buchgesellschaft, Darmstadt 2006, ISBN 3-534-15463-0.

Aufsätze
- Der Philosoph als Briefschreiber – Zur Bedeutung der literarischen Form von Senecas Briefen an Lucilius. In: C. Schildknecht, G. Gabriel (Hrsg.): Literarische Formen der Philosophie. Metzler, Stuttgart 1990, S. 62–72.
- De la theorie des genres à l'’preuve de la scène. In: A. Larue (Hg.): Theâtralit et genres litteraires. Publications de la licorne, Poitiers 1995, S. 27–37.
- Praktische Vernunft, Emotion und Dilemma – Philosophie in der Tragödie. In: C. Schildknecht, D. Teichert (Hg.): Philosophie in Literatur. Suhrkamp, Frankfurt am Main, 1996, S. 202–229.
- Narrative Identitäten – Zur Konzeption einer textuellen Konstitution des Selbst. In: Ch. Demmerling, Í. Vendrell Ferran (Hg.): Wahrheit, Wissen und Erkenntnis in der Literatur. Philosophische Beiträge. De Gruyter, Berlin 2014, S. 315–333.
- Verstehen und Wirkungsgeschichte. In: W. Hogrebe (Hg.): Bonner Philosophische Vorträge und Studien. XIV. Bouvier, Bonn 2000. ** Griechische Übersetzung in: Indiktos. (15) 2001.
- Gadamer, das Tragische und das Klassische. In: C. Dutt (Hg.): Gadamers philosophische Hermeneutik und die Literaturwissenschaft. Winter, Heidelberg 2012, S. 15–36.
- Narrative, Identity and the Self. In: Journal of Consciousness Studies. 11 (2004), S. 175–191.
- „Kunst als Geschehen“ – Gadamers antisubjektivistische Ästhetik und Kunsttheorie. In: I. M. Fehr (Hg.): Kunst, Hermeneutik, Philosophie. Winter, Heidelberg 2003, S. 193–217.
- Verstehen und Wirkungsgeschichte. In: W. Hogrebe (Hg.): Bonner Philosophische Vorträge und Studien. XIV. Bouvier, Bonn 2000.
  - Griechische Übersetzung in: Indiktos. (15) 2001.
- Selbst und Narrativität. In: A. Newen, K. Vogeley (Hg.): Das Selbst und seine neurobiologischen Grundlagen. Mentis, Paderborn 2000, S. 201–214.
- Vom Nutzen und Nachteil der Geisteswissenschaften. In: G. Wolters, M.Carrier (Hg.): Homo sapiens und Homo faber. Epistemische und technische Rationalität in Antike und Gegenwart (FS J. Mittelstrass). De Gruyter, Berlin / New York 2005, S. 405–420.
- Medienphilosophie des Theaters. In: L. Nagl, M. Sandbothe (Hg.): Systematische Medienphilosophie. Akademie Verlag, Berlin 2005, S. 199–217.
- Die Geltung der Geschichte: Begriffsgeschichte als Philosophie? In: C. Schildknecht, D. Teichert, T. van Zantwijk (Hg.): Genese und Geltung. Mentis, Paderborn 2008, S. 107–126.
- Haben naturwissenschaftliche Begriffe eine Geschichte? Anmerkungen zum Zusammenhang von Metaphorologie und Begriffsgeschichte bei H. Blumenberg. In: E. Müller, F. Schmieder (Hg.): Begriffsgeschichte der Naturwissenschaften. De Gruyter, Berlin / New York 2008, S. 97–116.
- Die Idee anamnetischer Solidarität – Erinnerungskultur, Gedächtnispolitik, Gerechtigkeit. In: Scientific Annals of Alexandru Ioan Cuza University of Iasi – Philosophy (New Series). LVI (2009), S. 73–90.
- Erklären und Interpretieren. Historische Kulturwissenschaften nach dem Methodendualismus. In: J. Kusber u. a. (Hg.): Historische Kulturwissenschaften – Konzepte und Methoden. Akademie-Verlag, Berlin 2010, S. 13–43.
- Begriff und Polysemie : Jean Starobinskis Metamorphosen der Begriffsgeschichte. In: Archiv für Begriffsgeschichte 62 (2020), 62, S. 61–88.
- Literaturwissenschaftliche Interpretation, Wahrheit und Geschichte. In: The German Quarterly 88 (2015), S. 443–450.
- Hermeneutik der Literatur: literarische Hermeneutik. In: A. Allerkamp, S. Schmidt (Hg): Handbuch Literatur und Philosophie. De Gruyter, Berlin 2021, S. 203–208.
- Reflexion, Imagination, Performanz. Trost bei Cicero und Seneca. In: Archiv für Begriffsgeschichte 65 (2023), S. 8–29.
- Philosophiegeschichte als Geistesgeschichte? In: C. Dutt, G. Hartung, M. Sehgal (Hg.): Herausforderungen der Philosphiegeschichtsschreibung: Theorien – Methoden – Beispiele. Schwabe, Basel 2024, S. 35–55.

Handbuchartikel
- Urteil, Urteilskraft. In: H. J. Sandkühler (Hg.): Enzyklopädie der Philosophie. Meiner, Hamburg 1999, S. 1669–1671.
- Verstehen, in: K. Weimar (ed.), Reallexikon der Deutschen Literaturwissenschaft, Berlin, de Gruyter, 2003, S. 775–778.
- Wiedererkennen. In: J. Ritter u. a. (Hg.): Historisches Wörterbuch der Philosophie. XII. Schwabe, Basel 2005, S. 724–730.
- Zirkel, hermeneutischer. In: J. Ritter u. a. (Hg.): Historisches Wörterbuch der Philosophie. XII. Schwabe, Basel 2005, S. 1339–1344.

## Mitgliedschaften
- Hans-Georg Gadamer-Gesellschaft (Mitglied des Vorstands; https://www.gadamer-gesellschaft.de/die-gesellschaft/vorstand/)